# T-70
Tank T-70 byl navržen, aby nahradil nedostatky typu T-60. Vyráběn byl od března roku 1942 až do října 1943 a bylo vyrobeno 8 226 kusů, které postupně nahrazovaly tank T-60. Jeho 45mm kanon však na střední tanky, které již tehdy ve výzbroji nepřítele převažovaly, nestačil, proto byl tank nasazován zejména jako průzkumný. Ve službě byl až do roku 1948.
Na začátku druhé světové války neměla sovětská armáda žádná protiletadlová vozidla. První pokus bylo umístění dvojčete těžkých kulometů DŠK 1938 na podvozek tanku T-60. V té době ale začal být dostupný T-70, a proto se rozhodlo použít podvozek a korbu tanku T-70 jako základ pro T-90.
T-80 byla pokročilejší verze stroje T-70 s dvoumístnou věží, ale byl vyroben jen v nízkých počtech, protože výroba lehkých tanků byla mezitím zastavena.
Tank T-70 měli ve výzbroji i českoslovenští tankisté 1. armádního sboru na východní frontě.

## Verze
- T-60 – předchůdce tanku T-70
- T-70 – první verze, používala 2 motory GAZ-202, každý pohánějící jeden pás, v boji se ukázaly jako naprosto nepraktické a proto se rychle přešlo na výrobu T-70M
- T-70M – standardní sériová verze, zesílené pancéřování a použití nových motorů 2 x GAZ-203 o výkonu 63+63 kW (85+85 hp), umístěných v pravé části trupu a s normální převodovkou, označována jako T-70
- T-70Z – prototyp protiletadlového děla na podvozku T-70
- SU-76 – samohybné dělo vyzbrojené 76,2mm kanonem ZiS-3. Podvozek se však musel rozšířit na 2,73 m a prodloužit o jedno pojezdové kolo na 4,88 m.
- T-80 (lehký tank) – více robustní verze T-70 s věží pro dva členy osádky, poslední sovětský sériově vyráběný druhoválečný lehký tank
- T-90 (protiletadlové dělo) – prototyp protiletadlového děla na podvozku T-70
- ZSU-37 – první sovětské sériově vyráběné pancéřované samohybné protiletadlové dělo, podvozek SU-76